# Herb gminy Mielnik

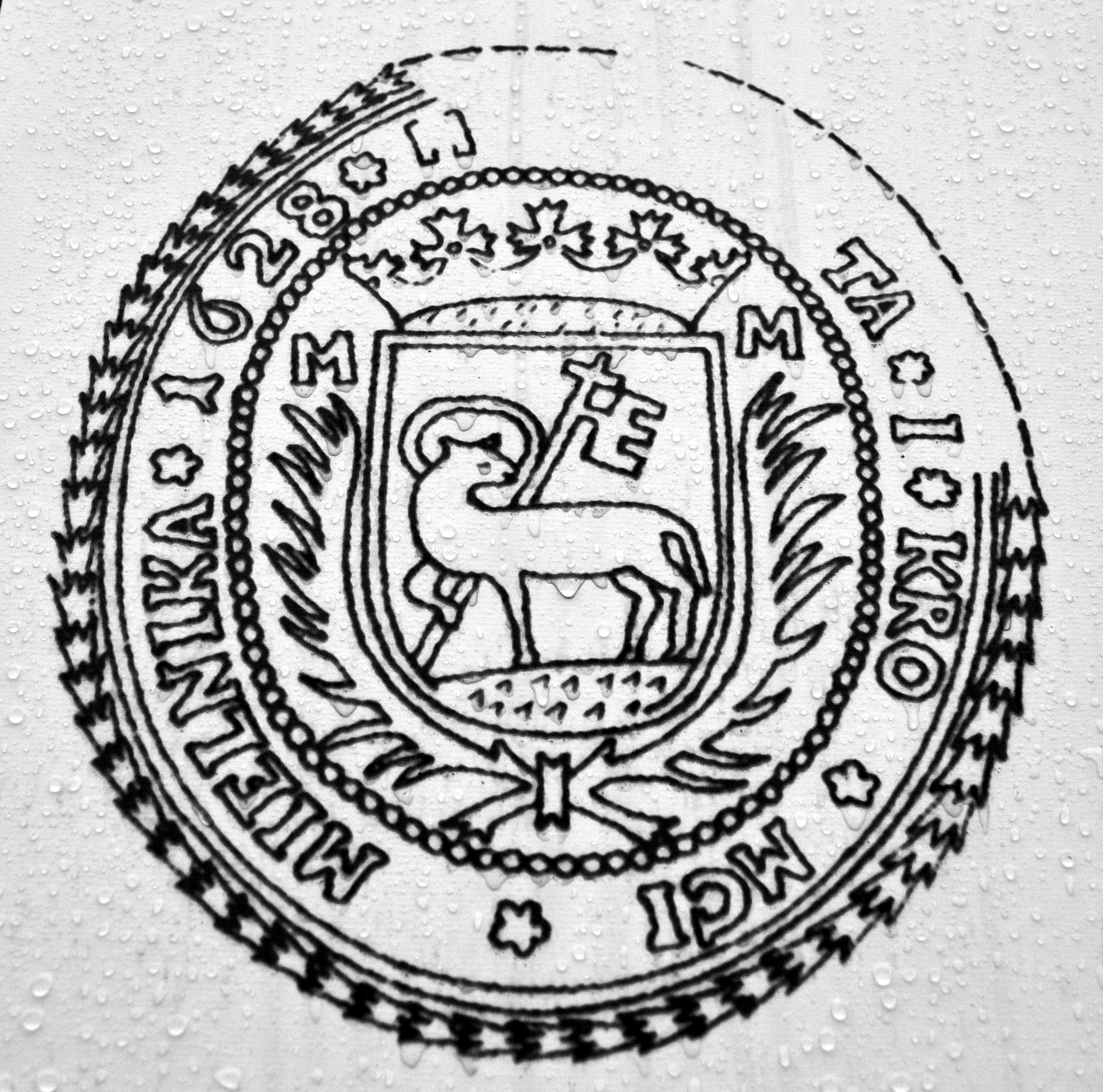
Pieczęć miejska z napisem "MIASTA KRO(LEWSKIEY) M(OŚ)CI MIELNIKA 1628"

Herb gminy Mielnik – symbol gminy Mielnik.

## Wygląd i symbolika
Herb przedstawia na tarczy w polu czerwonym ze złotą bordiurą postać Baranka Bożego idącego po zielonej murawie, ze złotą aureolą i białą chorągiewką z czerwonym krzyżem osadzoną na złotym drzewcu zwieńczonym krzyżem. Całość otoczona dwiema złotymi gałązkami oliwnymi, ponad którymi złote litery „M” oraz zwieńczona złotą koroną królewską ponad górną częścią tarczy. Jest to historyczny symbol miasta Mielnik, pochodzący z jego pieczęci.